# Alsodes barrioi
Alsodes barrioi, conocida como sapo de pecho espinoso de Barrio, es una especie de anfibio de la familia Leptodactylidae. Nombrado en honor del herpetólogo argentino Avelino Barrio.

## Distribución geográfica
Es endémica de Chile.

## Estado de conservación
Se encuentra amenazada de extinción por la pérdida de su hábitat natural. Un estudio científico de 2023 predijo que, de continuar la actual tendencia climática, esta especie vería reducido su rango de distribución, amenazando seriamente su supervivencia.